# BC Cygni
BC Cygni è una stella supergigante rossa di tipo spettrale M3Iab situata nella costellazione del Cigno.
È una delle stelle più grandi conosciute: con un diametro di oltre 1100 volte più grande di quello solare, essa supera ampiamente in raggio supergiganti come Betelgeuse e Antares e, se fosse al posto del Sole, si estenderebbe fin oltre l'orbita di Giove, a 5,7 U.A. dal suo centro. La misura della parallasse effettuata dal satellite Hipparcos la pone ad una distanza dal sistema solare di circa 2700 anni luce.
Catalogata come variabile semiregolare, la luminosità di BC Cygni varia tra le magnitudini +9,0 e +10,8 in un periodo di 720 ± 40 giorni. Tra il 1900 e il 2000 sembra aver incrementato la sua luminosità di 0,5 magnitudini.